# ФК Роскиле
ФК Ро̀скиле (датски Football Club Roskilde, на датски се изговаря [ˈʁʌskilə]) е датски футболен отбор от едноименния град Роскиле. Основан е през 2004 г. От сезон 2014-2015 се състезава в Датска първа дивизия. Играе мачовете си на стадион Роскиле Идретспарк. Цветовете на отбора са бяло и синьо.